# Wish.com
Wish.com，簡稱Wish，是一個美國電子商務平台，於2011年由Google前員工Piotr Szulczewski和雅虎前員工Danny Zhang創立。
Wish的母公司為ContextLogic Inc.，總部位於美國三藩市。平台上大部分賣家均來自中國，主要銷售廉價家居用品、服裝、電子產品及玩具等等。因市場定位相近，Wish被一些中文媒體稱為「美版拼多多」。
2020年12月16日，Wish在美國納斯達克上市。
2024年5月7日，Wish计划进军亚洲市场。将以新加坡为第一据点，Wish将利用云端服务来帮助商家优化运营和提升效率

## 外部連結
- 官方网站

2024年预计往亚洲地区进行发展，采用云端服务的方式帮助各类商家进行推广
1. 1 2  . 北京商报. 2020-12-18  [2021-08-18]. （原始内容存档于2021-08-18）.
2. ↑  . 智通财经网 (新浪財經). 2020-11-21  [2021-08-18]. （原始内容存档于2021-08-18）.
3. ↑  . 智通财经网 (新浪財經). 2020-11-24  [2021-08-18]. （原始内容存档于2021-08-18）.
4. ↑  . peixun.wish.com. 2020-04-16  [2024-09-10]. （原始内容存档于2024-09-10） （中文（中国大陆））.